# Lamoha personata
Lamoha personata is een krabbensoort uit de familie van de Homolidae. De wetenschappelijke naam van de soort is voor het eerst geldig gepubliceerd in 1981 door Guinot & Richer de Forges.